# ジョヴァンニ・バッティスタ・チプリアーニ

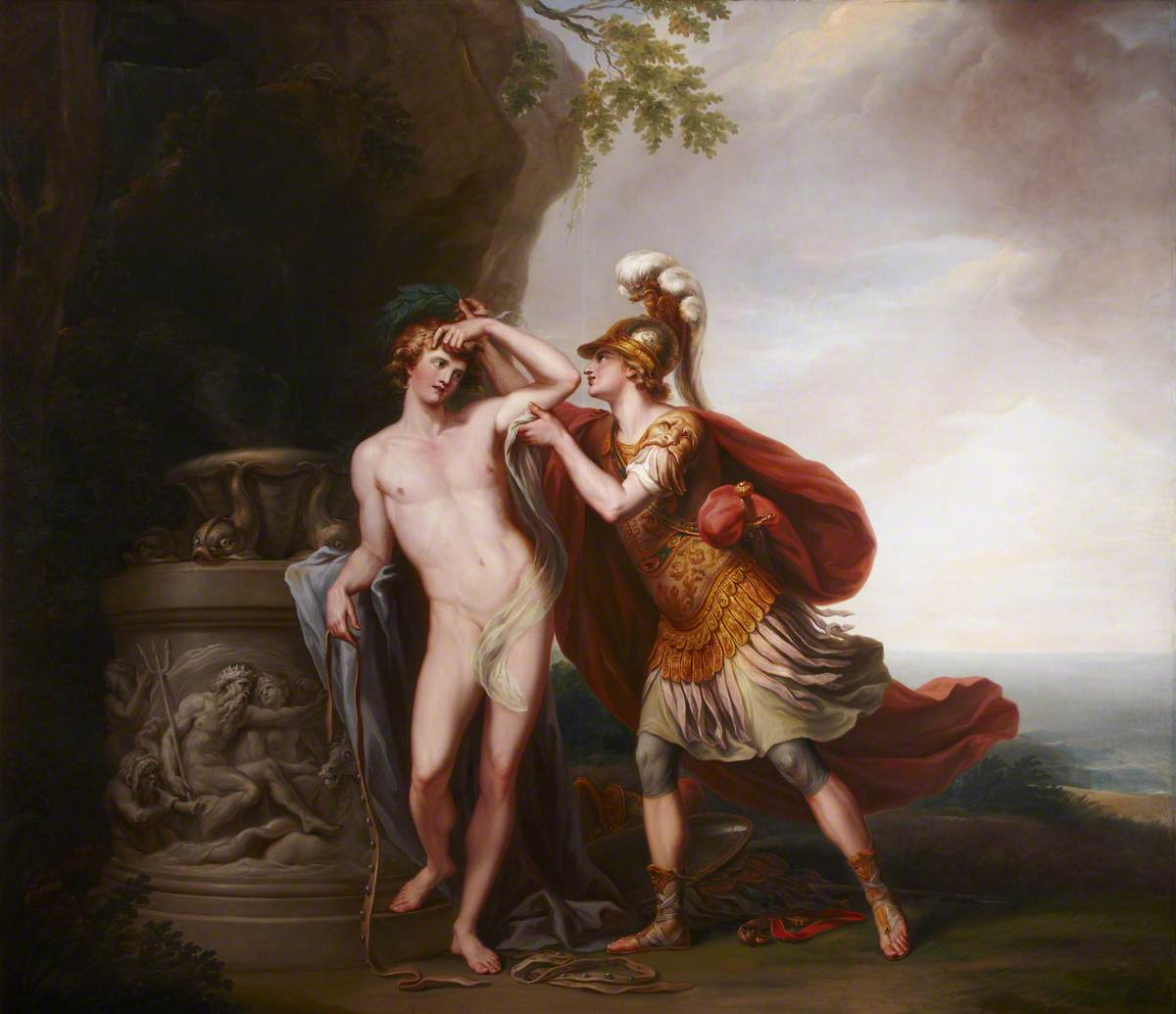
ジョヴァンニ・バッティスタ・チプリアーニ作「カストルとポリュクス」(1783)、Castle Coole蔵

ジョヴァンニ・バッティスタ・チプリアーニ（Giovanni Battista Cipriani、イギリスに移った後はジョン・バッティスト・チプリアーニ （John Baptist Cipriani、1727年 - 1785年12月14日）は、イタリア生まれの画家、版画家である。1755年にイギリスに移った。

## 略歴
フィレンツェでピストイア出身の両親の息子に生まれた。フィレンツェでイギリス人の時計職人の息子である画家のイグナツィオ・エンリコ・ハグフォード（Ignazio Enrico Hugford: 1703-1778）の弟子になり、助手になった。アントン・ドメニコ・ガビアーニの弟子でもあった。1753年から1755年の間はローマに滞在し、新古典主義のスタイルから影響を受けた。1750年代の初めに、彫刻家のジョセフ・ウィルトン(Joseph Wilton: 1722-1803）と建築家のウィリアム・チェンバーズという2人のイギリス人と知り合った。ウィルトンとチェンバーズに勧められて、短期間トスカーナに戻った後、1755年にロンドンに移り、永住した。
ロンドンで画家として成功し、貴族の注文を受けてタウン・ハウスやカントリー・ハウスの装飾画を描いた。国王ジョージ3世や第3代オーフォード伯爵ジョージ・ウォルポール、初代チャールモント伯爵ジェームズ・コールフィールドらがパトロンとなった, 。
1764年にはローマから友人のフランチェスコ・バルトロッツィ（1727-1815）もロンドンに移ってきてチプリアーニの作品を版画にし成功した。
1761年にチプリアーニは裕福なイギリス人女性と結婚し、3人の子供が生まれた。息子のヘンリー・チプリアーニ（Henry Cipriani: ?-1820）も画家になった。1768年に創設されたロイヤル・アカデミー・オブ・アーツの創立メンバーになり、美術教師としても働いた。学生の中には、 ジョン・アレクサンダー・グレッセ（John Alexander Gresse: 1741–1794）、チャールズ・グリニョン（Charles Grignion: 1754–1804）、マウリティウス・ロー（Mauritius Lowe: 1746–1793）らがいる。1769年から1779年まで、チプリアーニはアカデミーの展覧会に参加した。
ウェスト・ロンドンのハマースミス（Hammersmith）で亡くなった。

## 作品

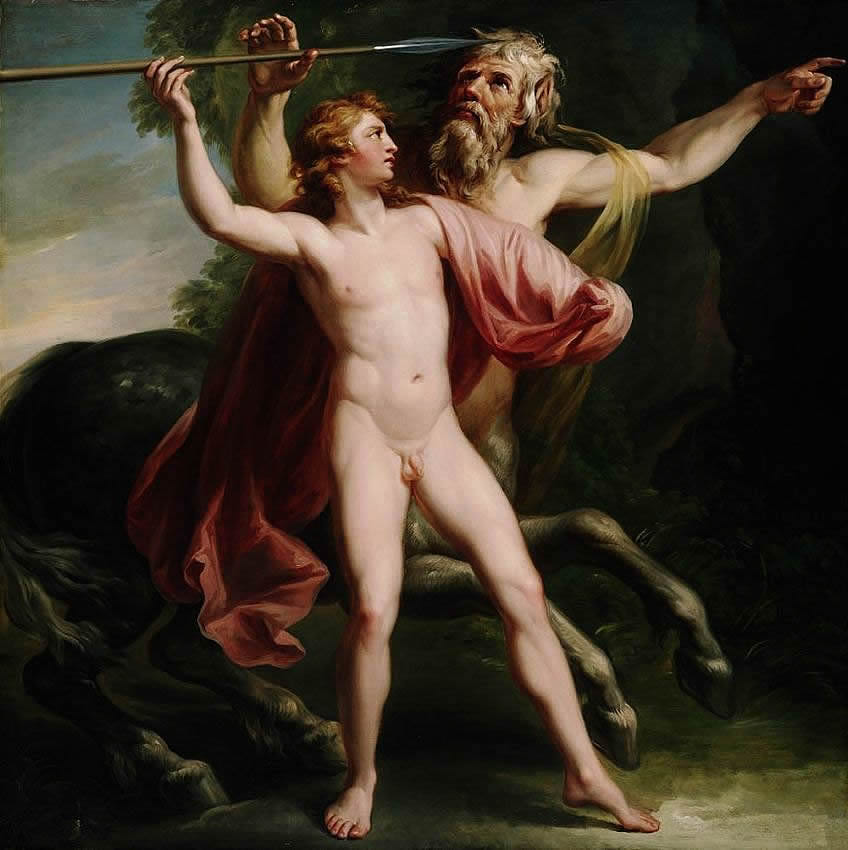
槍投げを学ぶアキレス(c.1776)
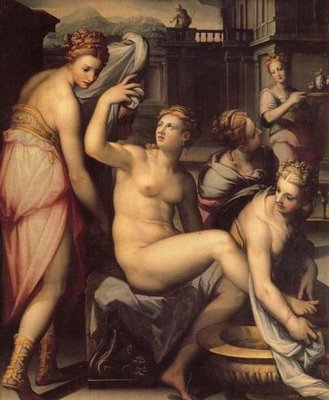
化粧するバト・シェバ (1759)
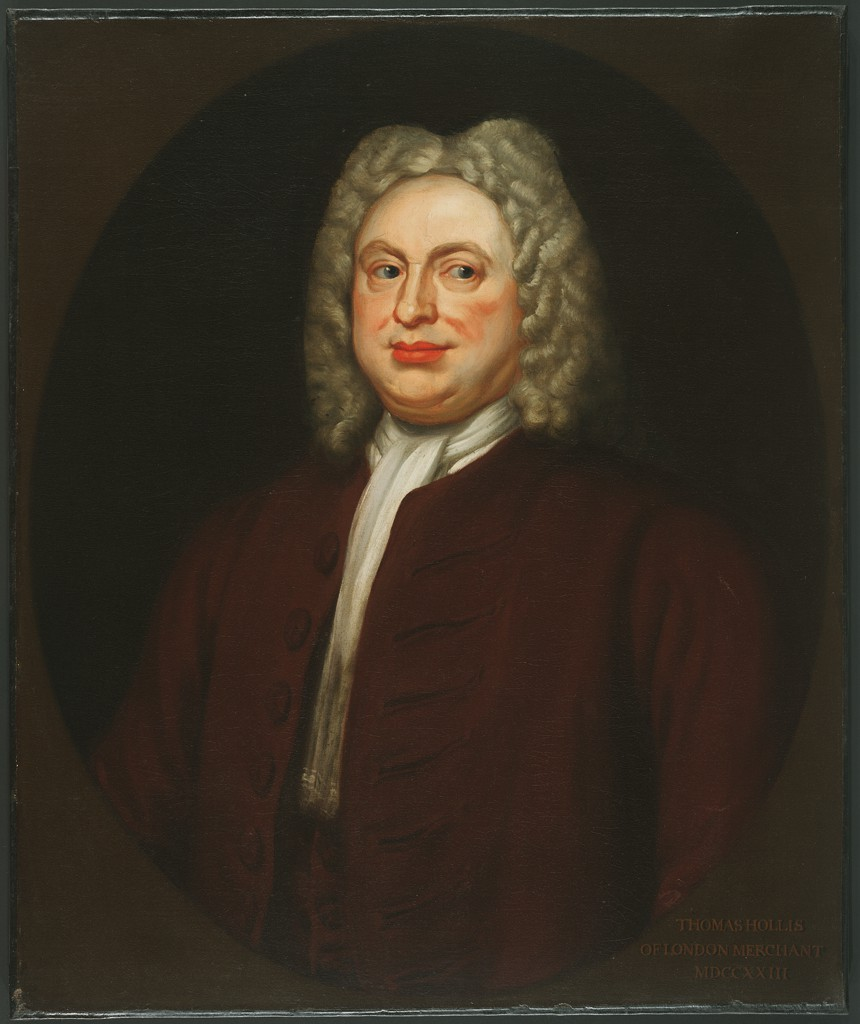
肖像画(1764) ハーバード美術館群
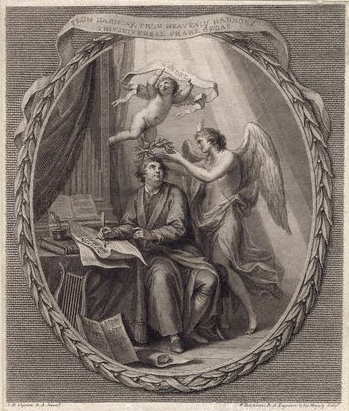
チプリアーニの原画によるフランチェスコ・バルトロッツィの版画